# Mike Mills (regista)
Michael Chadbourne Mills, detto Mike (Berkeley, 20 marzo 1966), è un regista, sceneggiatore e graphic designer statunitense.

## Biografia
Mills si è laureato alla Cooper Union di New York. Nel 1999 sua madre è morta a causa di un tumore al cervello, e la settimana successiva suo padre Paul ha fatto coming out dichiarandosi omosessuale all'età di 75 anni e dopo 44 anni di matrimonio. Cinque anni dopo il padre è morto per un tumore ai polmoni.
Mills è il creatore di numerosi videoclip per artisti come Moby, Yōko Ono e gli Air (questi ultimi hanno dato il nome di Mills a una canzone nell'album Talkie Walkie). Ha inoltre lavorato come graphic designer sia in campo pubblicitario sia nell'ambito musicale, creando materiale promozionale e copertine per vari artisti musicali tra cui Beck, Beastie Boys e Sonic Youth. Ha inoltre fondato una sua linea di poster, magliette e vestiti di nome Humans by Mike Mills.
Thumbsucker - Il succhiapollice (2005) è il suo debutto alla regia cinematografica con attori come Keanu Reeves e Tilda Swinton, al quale nel 2010 fa seguito il film parzialmente autobiografico Beginners con la partecipazione di Ewan McGregor e di Christopher Plummer. Fu con il suo terzo lungometraggio, Le donne della mia vita (2016), che ha ricevuto una candidatura ai Premi Oscar 2017 per la Migliore sceneggiatura originale.
Nel 2009 ha sposato la regista Miranda July.

## Filmografia

### Cortometraggi
- The Architecture of Reassurance (2000)
- Paperboys (2001)

### Lungometraggi
- Thumbsucker - Il succhiapollice (2005)
- Beginners (2010)
- Le donne della mia vita (20th Century Women) (2016)
- C'mon C'mon (2021)

## Video musicali
- All I Need, Air
- Kelly Watch the Stars, Air
- Le soleil est près de moi, Air
- Sexy Boy - Air
- 23, Blonde Redhead
- The Dress, Blonde Redhead
- My Impure Hair, Blonde Redhead
- Silently, Blonde Redhead
- Top Ranking, Blonde Redhead
- Afrodiziak, Bran Van 3000
- Bad Ambassador, The Divine Comedy
- Temperamental, Everything but the Girl
- 2 Kindsa Love, Jon Spencer Blues Explosion
- Sometimes, Les Rhythmes Digitales
- Legacy, Mansun
- Stardust, Martin Lee Gore
- Run On, Moby
- Walking on Thin Ice, Yōko Ono
- Concrete Sky, Beth Orton
- Hey Hey You Say, Papas Fritas
- Spokes - Pond
- Party Hard - Pulp
- 1, 2, 3, 4 - Titán
- It's Automatic - Zoot Woman
- Psycho Killer - Talking Heads

### Copertine di album musicali
- Kelly Watch the Stars (singolo), Air
- Moon Safari, Air
- Playground Love (singolo), Air
- Sexy Boy (singolo), Air
- The Virgin Suicides (colonna sonora), Air
- Root Down (EP), Beastie Boys
- Socks, Drugs, and Rock and Roll, Buffalo Daughter
- Butter 08, Butter 08
- Viva! La Woman, Cibo Matto
- Runaway (singolo), Deee-Lite
- Thank You Everyday (singolo), Deee-Lite
- Experimental Remixes, Jon Spencer Blues Explosion
- A Picture of Nectar, Phish
- Logan's Sanctuary, Roger Joseph Manning Jr. & Brian Reitzell
- Washing Machine, Sonic Youth
- Back to Skull (EP), They Might Be Giants
- John Henry - They Might Be Giants
- Future Crimes b/w Glass Tambourine (singolo), Wild Flag

## Libri
- (EN) Drawings from the film beginners, Bologna, Damiani Editore, 2011 (2015, edizione illustrata), ISBN 978-8862081795